# Hakim Mazou
Hakim Mazou, född 19 januari 1970, är en friidrottare från Kongo-Brazzaville. Han deltog vid olympiska sommarspelen 1996.